# USS Anzio (CG-68)
USS Anzio (CG-68) — американский ракетный крейсер типа «Тикондерога». Назван в честь итальянского города Анцио, близ которого во время Второй мировой войной шли бои в рамках Анцио-Неттунской операции. Строился компанией Ingalls Shipbuilding в Паскагуле (штат Миссисипи), заложен 21 августа 1989. Спущен на воду 2 ноября 1990, строительство завершено 10 февраля 1992. Был выведен из строя 22 сентября 2022 в Норфолке.

## Служба
6 апреля 2000 «Анцио» вместе с авианосцем «Дуайт Д. Эйзенхауэр» приинял участие в учениях в Восточном Средиземноморье в 250 милях от израильского побережья. Во время учений израильские солдаты по неосторожности запустили ракету «Иерихон-1» в направлении крейсера, которая была обнаружена радиолокационной системой. Однако катастрофы удалось избежать: ракета упала в воду на расстоянии 40 миль от крейсера.
9 января 2003 «Анцио» прибыл в восточную часть Средиземного моря в рамках подготовки ко вторжению коалиционных сил в Ирак. После завершения миссии в Средиземноморье крейсер направился в Персидский залив: там он отметил 45-й день службы в открытом море. В заливе «Анцио» продолжил службу, поддерживая огнём с моря американские сухопутные части. После объявления президентом США Джорджем Бушем о военной победе США в Ираке крейсер отправился обратно в США, вернувшись 3 июля 2003 после 175 дней службы в море. В марте 2003 года крейсер был включён в 8-ю группу эсминцев и крейсеров.
В 2004 «Анцио» принял участие в ежегодной Неделе Военно-морского флота, проходившей в Нью-Йорке. В январе 2007 года он прибыл к побережью Сомали для помощи авианосцу «Дуайт Д. Эйзенхауэр» в борьбе с сомалийскими пиратами. 16 февраля 2007 «Анцио» был награждён премией Battle E 2006. С 25 по 26 июня 2008 года крейсер принял участие в празднике «Windjammer Days» в гавани Бутбэй.

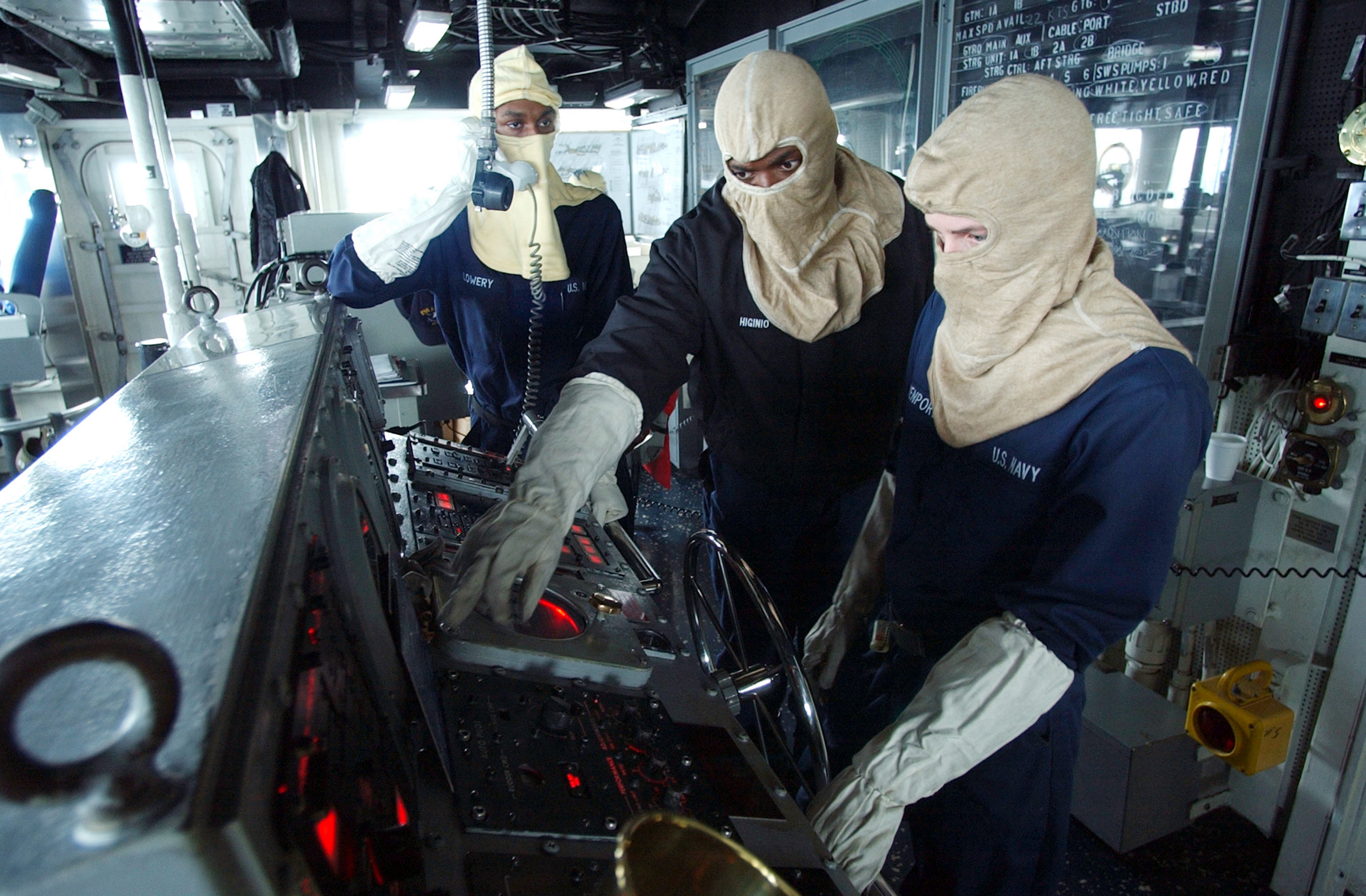
Моряки в защитных масках в машинном отделении крейсера

В 2009 году «Анцио» снова направился к берегам Сомали в рамках контртеррористической операции, на этот раз уже в качестве флагманского корабля. 15 октября 2009 экипаж корабля к юго-востоку от Салалаха (Оман) задержал торговое судно, на котором перевозилось 4 тонны гашиша общей стоимостью 28 миллионов долларов. Весь незаконный груз был сброшен в море и там уничтожен.. Корабль планируется вывести 31 марта 2013 из состава ВМС США.

## В массовой культуре
- Крейсер «Анцио» появляется в компьютерных играх Ace Combat: Assault Horizon (во время битвы за Вашингтон) и Tom Clancy's Executive Orders (как часть эскорта транспортного конвоя в Саудовскую Аравию).